# Bogdan Daras
Bogdan Daras (Piotrków Trybunalski, Polonia; 27 de abril de 1960 – 23 de marzo de 2025) fue un luchador polaco especialista en lucha olímpica.

## Carrera deportiva
A nivel de Juegos Olímpicos participó en la edición de Seúl 1988 donde fue el abanderado de la delegación de Polonia en la ceremonia de apertura. Participó en la categoría de -82 kg y fue ubicado en el Grupo B, venciendo a Ernesto Razzino de Italia en el primer combate, luego venció a Ubaldo Rodríguez de Puerto Rico, después perdió ante el eventual campeón olímpico Mikhail Mamiashvili de Unión Soviética y perdería ante Goran Kasum de Yugoslavia, quedando en cuarto lugar del grupo y eliminado por la lucha por las medallas.
A nivel mundial fue campeón en la edición de 1985 en Noruega venciendo en la lucha por la medalla de oro a Abdułbasir Battałow de la Unión Soviética en la categoría de -82 kg, logro que repitió en 1986 donde compartió la medalla de oro con Tibor Komáromi de Hungría en la edición celebrada en Budapest.
A nivel europeo ganó medalla de plata en la edición de 1986 en Grecia donde perdió la pelea por el oro ante Tibor Komáromi en la categoría de -82 kg, y al año siguiente volvería a perder la pelea por la medalla de oro en la categoría de -82 kg, en esa ocasión ante Siergiej Nasiewicz de la Unión Soviética.